# Ван дер Хейде, Антон
Антониюс Маринюс (Антон) ван дер Хейде (нидерл. Antonius Marinus "Anton" van der Heide; 11 июля 1923, Амстердам — 31 мая 1998, Чилливак, Британская Колумбия) — нидерландский футболист, игравший на позиции вратаря, выступал за амстердамский «Аякс».

## Спортивная карьера
В 1940-х годах был членом  футбольного клуба «’т Гой» из Хилверсюма. В августе 1946 года запросил перевод в роттердамский «Фейеноорд», но вскоре отозвал его. В январе 1947 года подал запрос на переход в «Аякс» и уже летом был принят в клуб из Амстердама. В новой команде 24-летний вратарь дебютировал 14 сентября в товарищеском матче с ПСВ, заменив в стартовом составе Геррита Кейзера — встреча завершилась поражением амстердамцев со счётом 1:3. В марте 1948 года защищал ворота в матче со швейцарским «Билем», который проходил в рамках финала пасхального турнира «Аякса» и завершился поражением его команды. В том сезоне выступал также за «Аякс 3» и выиграл с командой чемпионат среди резервистов.
В начале сезона 1948/49 сыграл в двух товарищеских матчах — против сборной Суринама и олимпийской сборной Индии. Единственную игру за «Аякс» в чемпионате Нидерландов провёл 19 сентября 1948 года в гостях против «Стормвогелса», заменив игравшего в прошлом туре Япа Келдермана. Первый тайм завершился со счётом 1:0, благодаря голу де Бура в самом начале матча. Во втором тайме Антон пропустил ещё трижды — автором двух голов стал нападающий де Бур, оформивший в матче хет-трик. В следующем туре место в воротах занял Беп Лентвар, который стал основным голкипером в том сезоне, а ван дер Хейде продолжил играть за резерв клуба.

## Личная жизнь
Отец — Франс Хендрик ван дер Хейде, был родом из Роттердама, мать — Гритье Ландман, родилась в Кампене. Родители поженились в октябре 1918 года в Роттердаме, отец был музыкантом, играл на скрипке и кларнете. В их семье было ещё трое сыновей: Франс Хендрик, Хенри Корнелис и Йоханнес. С 1920 по 1930 год семья ван дер Хейде проживала в Амстердаме, а затем переехала в Хилверсюм.
Его двоюродные братья по линии отца и матери были известными футболистами в стране: защитник Йоп ван дер Хейде играл за «Фейеноорд» и сборную Нидерландов, а вратарь Вим Ландман провёл несколько сезонов в роттердамской «Спарте» и тоже выступал за сборную. Его двоюродный племянник Франс ван дер Хейде и его сын Франс также были футболистами.
Женился в возрасте двадцати четырёх лет — его супругой стала 33-летняя Элизабет Антония Бодде, уроженка Венло. Их брак был зарегистрирован 26 ноября 1947 года в Хилверсюме.
Умер 31 мая 1998 года в канадском городе Чилливак в возрасте 74 лет. Кремирован 4 июня в городе Бернаби.